# پوپنسته
شهر پوپنسته (به فرانسوی: Pepinster) در شهرستان ورویه  در استان لیئژ  در منطقه فدرال والوون در کشور بلژیک واقع شده‌است.

## نگارخانه

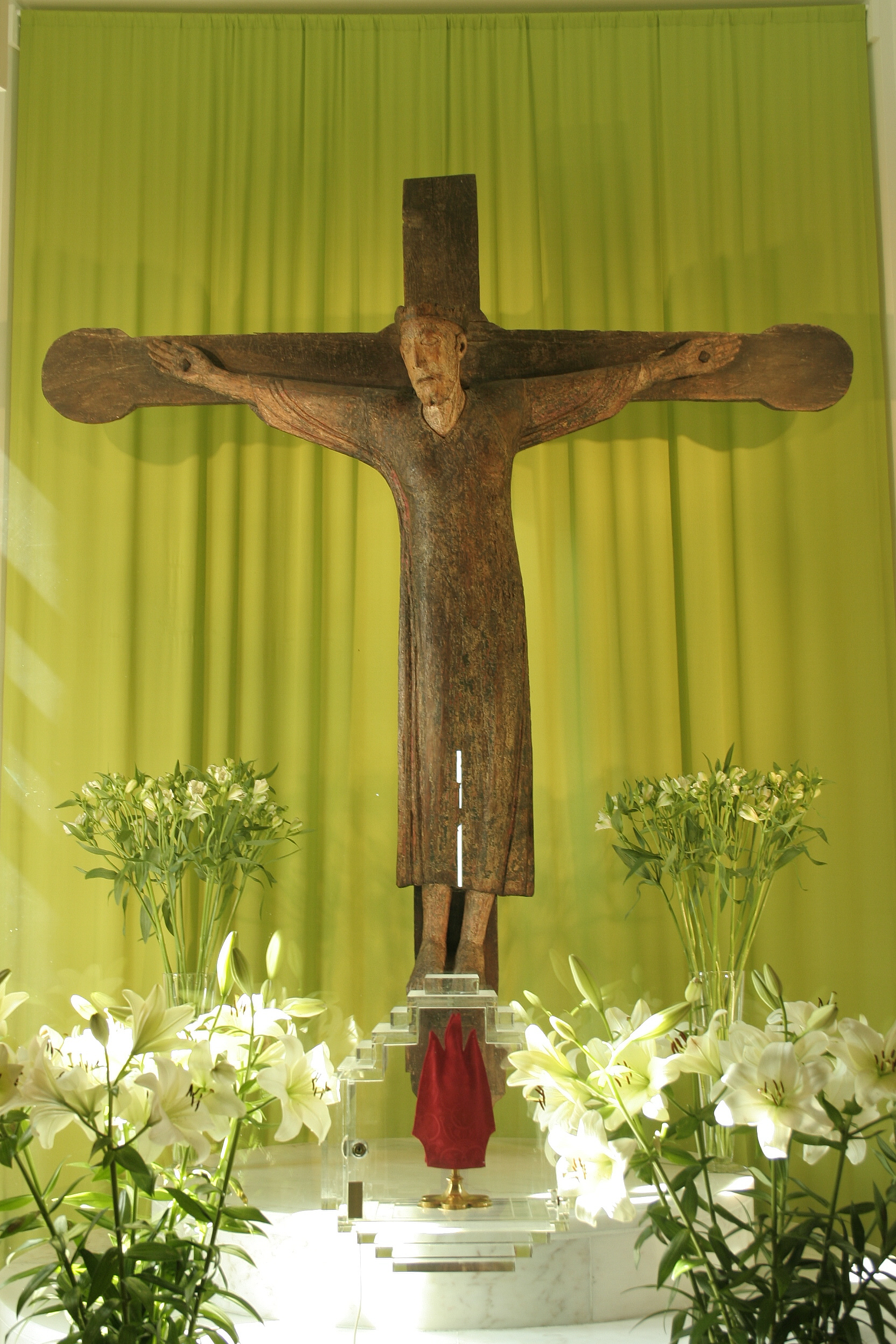
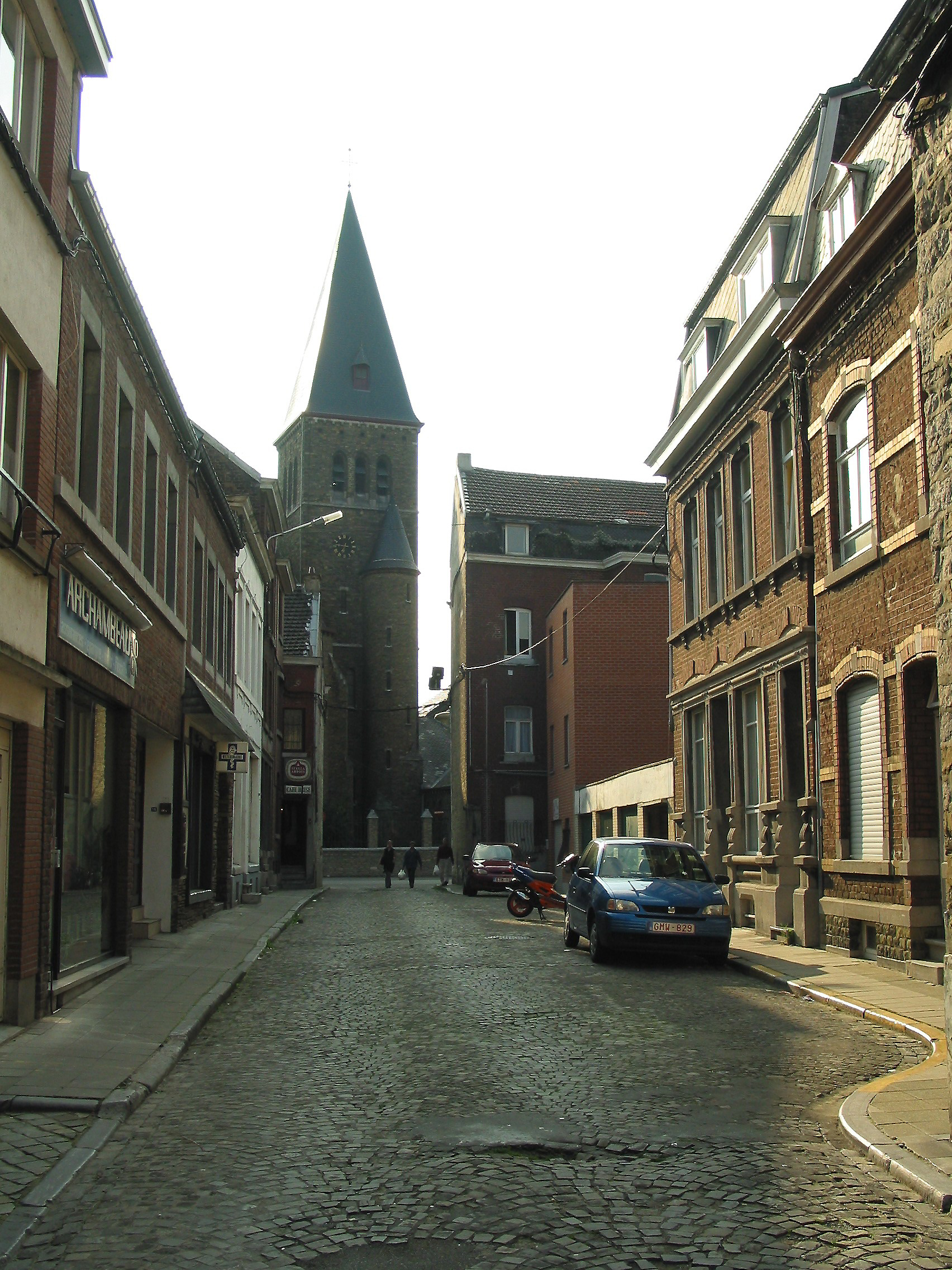
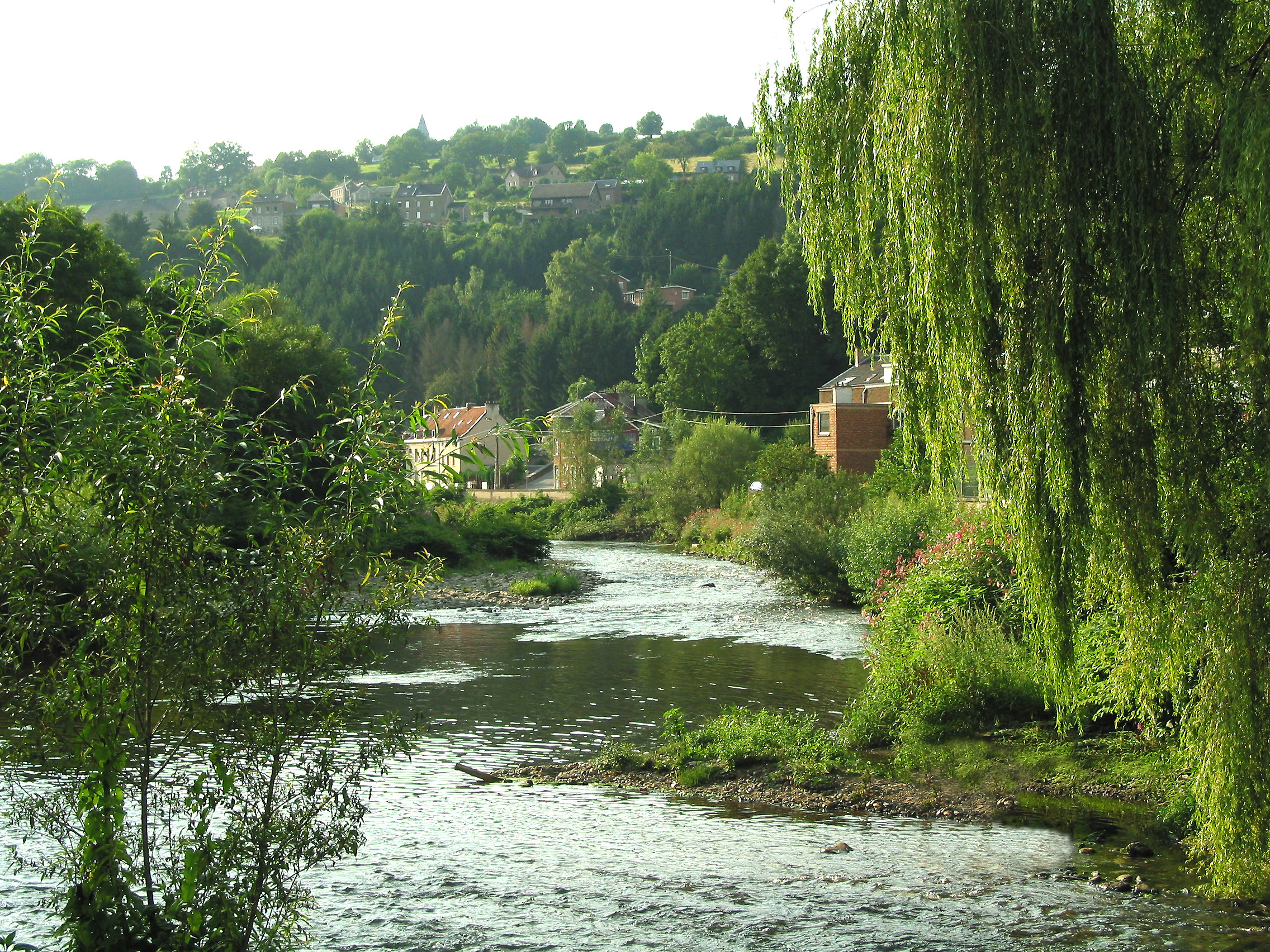
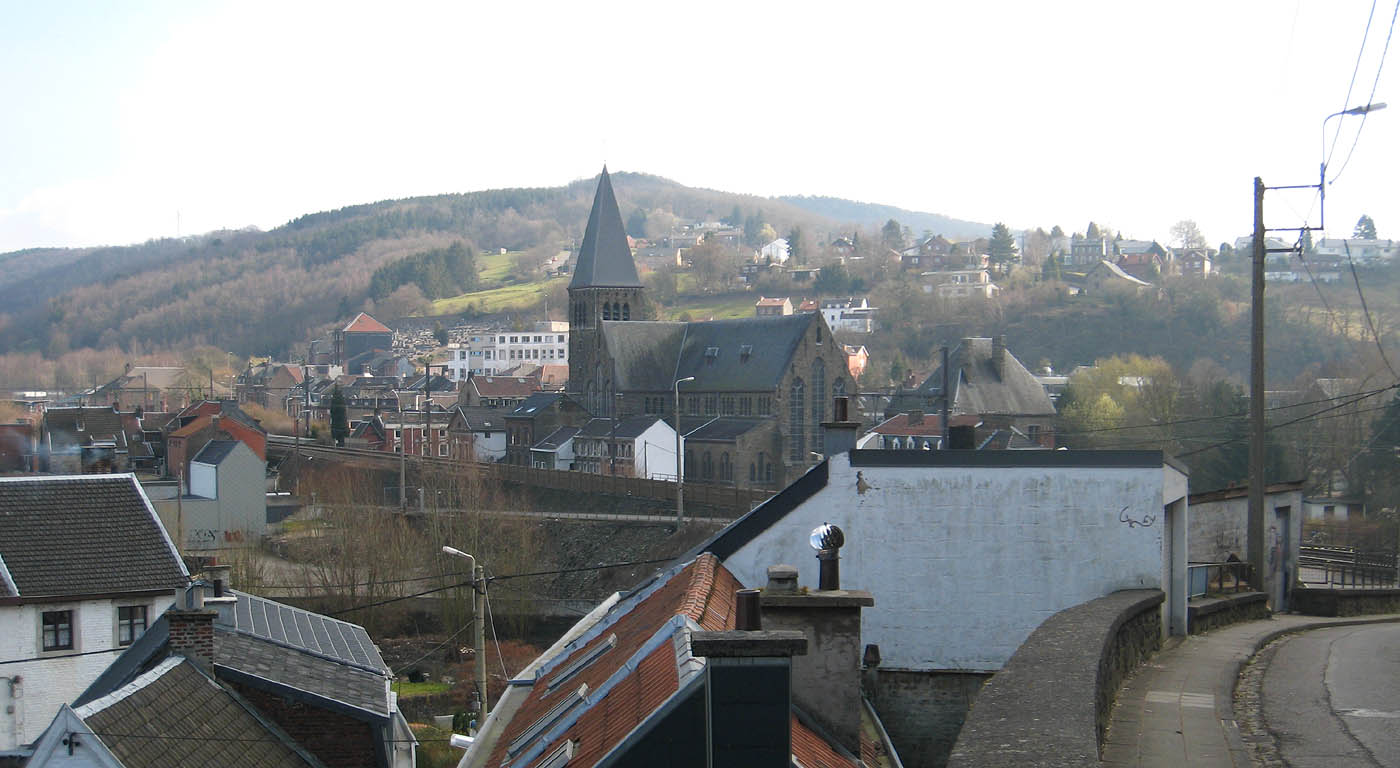